# Mother (serie televisiva 2018)
Mother (마더?, MadeoLR) è una serie televisiva sudcoreana trasmessa da TVN dal 24 gennaio al 15 marzo 2018, remake dell'omonima serie TV giapponese del 2010.

## Trama
Kang Soo-jin è un'insegnante supplente di una scuola elementare che scopre che una delle sue allieve, Kim Hye-na, viene maltrattata a casa dalla sua famiglia. Impulsivamente, decide di rapire la bambina e di cercare di diventarne la madre adottiva.

## Personaggi
- Kang Soo-jin, interpretata da Lee Bo-young
- Kim Hye-na, interpretata da Heo Yool
- Young-si, interpretata da Lee Hye-young e Choi Yoon-so (da bambina)
- Jin-hong, interpretato da Lee Jae-yoon
- Eun-cheol, interpretato da Kim Young-jae
- Nam Hong-hee, interpretata da Nam Ki-ae
- Shin Ja-young, interpretata da Go Sung-hee
- Seol-ak, interpretato da Son Seok-koo
- Chang-geun, interpretato da Jo Han-chul
- Yi-jin, interpretata da Jeon Hye-jin
- Hyun-jin, interpretata da Go Bo-gyeol
- Detective Jae-beom, interpretato da Lee Jung-yeol
- Tae-hoon, interpretato da Lee Joo-ron
- Tae-mi, interpretata da Choi Yoo-ri

## Ascolti
| Episodio | Data di trasmissione | Share medio di pubblico | Share medio di pubblico    | Share medio di pubblico |
| Episodio | Data di trasmissione | AGB Nielsen             | AGB Nielsen                | TNmS                    |
| Episodio | Data di trasmissione | A livello nazionale     | Area metropolitana di Seul | TNmS                    |
| -------- | -------------------- | ----------------------- | -------------------------- | ----------------------- |
| 1        | 24 gennaio 2018      | 2,952%                  | 3,211%                     | 3,8%                    |
| 2        | 25 gennaio 2018      | 3,494%                  | 3,629%                     | 4,1%                    |
| 3        | 31 gennaio 2018      | 2,542%                  | 2,029%                     | 3,0%                    |
| 4        | 1º febbraio 2018     | 3,267%                  | 3,448%                     | 3,5%                    |
| 5        | 7 febbraio 2018      | 2,451%                  | 2,800%                     | 3,2%                    |
| 6        | 8 febbraio 2018      | 4,206%                  | 4,786%                     | 3,9%                    |
| 7        | 14 febbraio 2018     | 2,694%                  | 2,747%                     | 3,4%                    |
| 8        | 15 febbraio 2018     | 2,394%                  | 3,010%                     | 1,9%                    |
| 9        | 21 febbraio 2018     | 2,668%                  | 3,056%                     | 3,1%                    |
| 10       | 22 febbraio 2018     | 4,495%                  | 4,894%                     | 4,9%                    |
| 11       | 28 febbraio 2018     | 3,138%                  | 3,476%                     | 4,3%                    |
| 12       | 1º marzo 2018        | 3,927%                  | 4,391%                     | 3,9%                    |
| 13       | 7 marzo 2018         | 3,487%                  | 3,503%                     | 3,7%                    |
| 14       | 8 marzo 2018         | 4,584%                  | 4,810%                     | 4,6%                    |
| 15       | 14 marzo 2018        | 4,100%                  | 4,332%                     | 4,5%                    |
| 16       | 15 marzo 2018        | 4,974%                  | 5,205%                     | 5,6%                    |
| Media    | Media                | 3,460%                  | 3,707%                     | 3,8%                    |

## Riconoscimenti
- Cannes International Series Festival
  - 2018 – Candidatura Miglior serie[7][8]
- Baeksang Arts Award[9][10]
  - 2018 – Miglior drama
  - 2018 – Miglior nuova attrice a Heo Yool
  - 2018 – Candidatura Miglior regia a Kim Cheol-kyu
  - 2018 – Candidatura Miglior attrice a Lee Bo-young
  - 2018 – Candidatura Miglior sceneggiatura a Jang Seo-kyung
- Seoul International Drama Award[11]
  - 2018 – Miglior miniserie
  - 2018 – Miglior attrice a Lee Bo-young
- APAN Star Award[12]
  - 2018 – Candidatura Premio alla massima eccellenza, attrice in una miniserie a Lee Bo-young
  - 2018 – Candidatura Miglior attrice secondaria a Go Sung-hee
- The Seoul Award[13]
  - 2018 – Candidatura Miglior attrice secondaria a Go Sung-hee